# Night Call (jeu vidéo)
Night Call est un jeu vidéo d'aventure édité par Raw Fury et développé par BlackMuffin Studio et MonkeyMoon, sorti le 17 juillet 2019 sur PC et le 24 mai 2020 sur Xbox One.

## Trame
Dans Night Call, le joueur contrôle un chauffeur de taxi de nuit dans la ville de Paris, qui doit interroger ses clients sur un tueur en série qui a failli lui ôter la vie.

## Système de jeu
Night Call possède trois enquêtes, Le Juge, L'Ange de la mort et Le Marchand de sable, non-liées entre elles et divisées en trois modes de difficultés :
- « Histoire » : « Davantage de temps et d'argent. L'enquête sera plus simple à résoudre. Parfait pour profiter de l'histoire. » ;
- « Équilibré » : « Pour une expérience ni trop simple, ni trop difficile. » ;
- « Défi » : « Moins de temps et d'argent. L'enquête sera plus difficile. Une expérience plus difficile et exigeante. ».

Pour que le joueur avance dans l'enquête, il devra interroger les clients à bord du taxi. Pour cela, il devra sélectionner les questions, ou les réponses, qui apparaissent en tant que choix et qui influencent la conversation avec le client. Le joueur a aussi, à certaines occasions, le choix de ne faire rien dire au personnage en sélectionnant « ... (ne rien dire) ». Quand le personnage principal ou un client font, par exemple, un mouvement, un bruit, un haussement de sourcils, etc, ceci sera décrit par l'intermédiaire d'un récitatif, similaire à l'univers de la bande dessinée. Le joueur peut aussi, à certains moments, sélectionner le « mode auto » pour que l'IA prenne sa place et choisit ainsi les réponses ou les questions à sa place. Écouter la radio ou lire des journaux sont également des moyens d'obtenir des renseignements. Un client peut donner des pourboires quand il sort du taxi. Ces pourboires peuvent servir à faire le plein dans des stations-service, acheter des journaux ou des tickets à gratter.

## Accueil
Night Call reçoit des avis partagés de la presse spécialisé. Il obtient un score de 68 % sur la base de 24 critiques sur Metacritic, et le même score sur OpenCritic avec 45 critiques. En 2020, il reçoit le Pégase du Meilleur jeu vidéo indépendant.